# アジュディケーティング
アジュディケーティング (Adjudicating) はアメリカ合衆国のサラブレッド。日本で種牡馬として成功し、特に南関東公営競馬で産駒が活躍したことから「南関東のサンデーサイレンス」と呼ばれた。

## 成績
競走馬としてはカウディンステークス、シャンペンステークスとアメリカの2歳G1を2勝し、1990年のブリーダーズカップスプリントでは、日本の河内洋（現調教師）を騎手に迎え、セイフリーケプト (Safely Kept) の4着と健闘した。
競走馬引退後に日本へ種牡馬として輸入された、産駒はとくに地方競馬のダート戦において能力を発揮し、2001年から8年連続して地方競馬のリーディングサイアーとなった。
アロースタッドにて供用されていたが、2014年シーズン限りで種牡馬を引退。新冠町のベルモントファームで余生を送る。
2015年2月20日、老衰により死亡。

## 主な産駒

### GI・グレード制重賞優勝馬
太字はGI競走。
- 1993年産
  - アジュディケーター（京成杯3歳ステークス）[5]
  - シルクフェニックス（エンプレス杯2勝）[6]
- 1995年産
  - タヤスケーポイント（マーチステークス、プロキオンステークス）[7]
- 1996年産
  - ハタノアドニス（NARグランプリ最優秀短距離馬、東京盃、アフター5スター賞2回、フロンティアスプリント盃、東京シティ盃、栗駒賞）[8]
- 1997年産
  - ミデオンビット（七夕賞）[9]
  - ロングカイソウ（さくらんぼ記念、サマーチャンピオン）[10]
- 1998年産
  - ベルモントビーチ（NARグランプリ最優秀牝馬、マリーンカップ）[11]
- 2001年産
  - アジュディミツオー（NARグランプリ年度代表馬2回、帝王賞、東京大賞典2回、川崎記念、かしわ記念、東京ダービー、マイルグランプリ、東京湾カップ）[12]

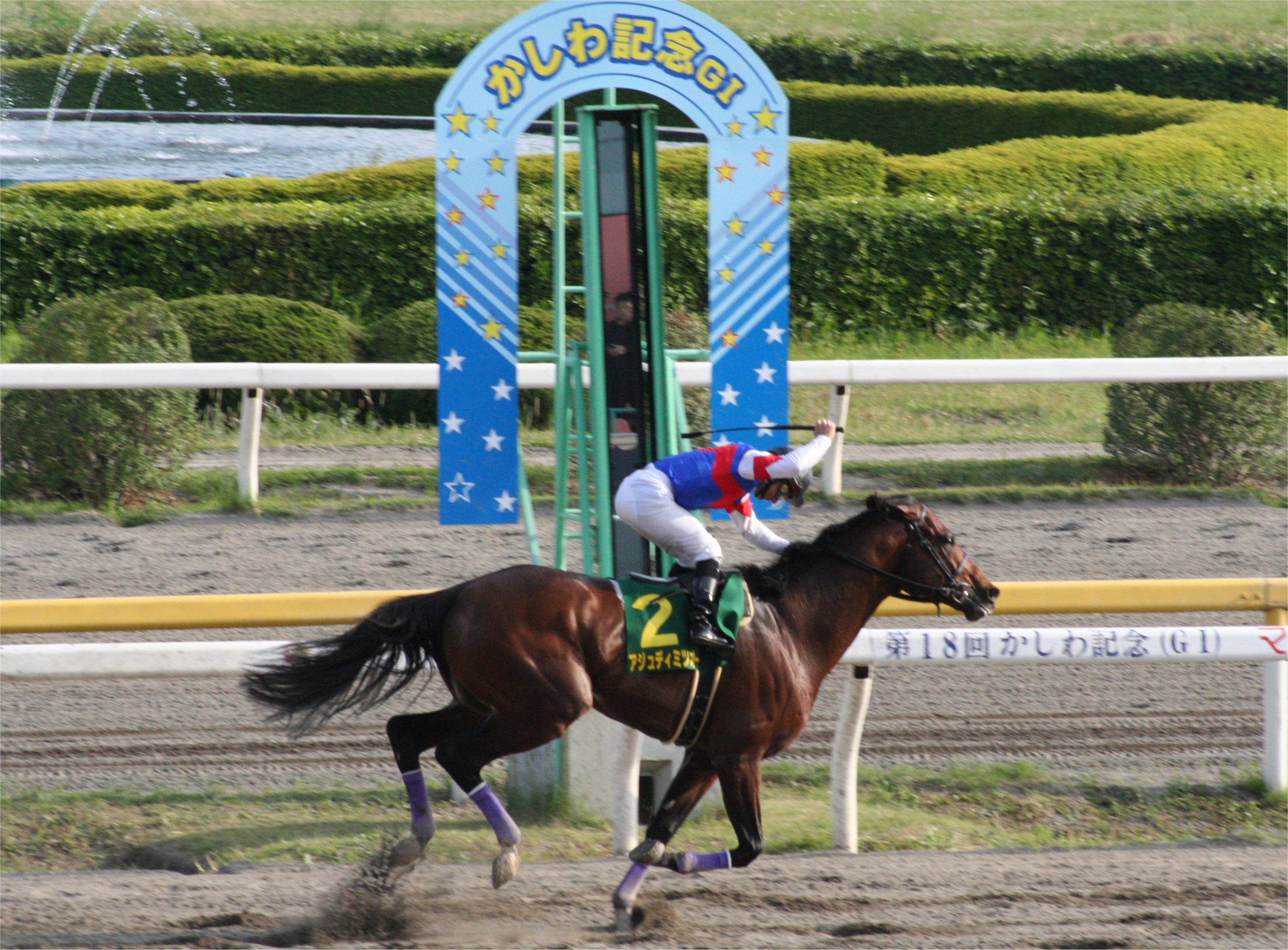
アジュディミツオー

  - タカラアジュディ（名古屋優駿、名港盃）[13]
- 2009年産
  - ワイドバッハ（武蔵野ステークス）[14]

### 地方重賞優勝馬
- 1993年産
  - スターアタック（九州サラブレッドスプリント）[15]
- 1994年産
  - ミスジュディ（東京プリンセス賞）[16]
- 1997年産
  - イエローパワー（羽田盃、スーパーチャンピオンシップ）[17]
  - アヤノミドリ（園田ダービー）[18]
  - タカラファイヤ（黒潮盃）[19]
  - オオギリセイコー（金の鞍賞、黒潮皐月賞、高知優駿、黒潮菊花賞）[20]
  - バイオレットカラー（ジュニアチャンピオン）[21]
  - ヒノデケーティング（ブルーバードカップ）[22]
- 1998年産
  - ベルモントデーンズ（東京3歳優駿牝馬）[23]
  - バンケーティング（北上川大賞典、桐花賞、東北サラ大賞典、ダイヤモンドカップ、東北ダービー、岩鷲賞、ウインターカップ、不来方賞）[24]
  - マキノヒット（九州皐月賞荒尾ダービー）[25]
- 1999年産
  - トキノアジュディ（ニューイヤーカップ）[26]
  - キヌガサダンサー（日本海ダービー）[27]
  - クインキャスト（のじぎく賞）[28]
  - ベルモントファラオ（東京シティ盃）[29]
- 2000年産
  - ベルモントソレイユ（テレビ埼玉杯）[30]
  - ハヤセスイグン（園田ジュニアカップ）[31]
  - サンエムウルフ（高知県知事賞）[32]
  - チョウサンタイガー（テレビ埼玉杯）[33]
  - ナスキーサンホーク（九州ジュニアチャンピオン）[34]
- 2001年産
  - ベルモントストーム（京浜盃、京成盃グランドマイラーズ、東京シティ盃、ニューイヤーカップ）[35]
  - キョウエイプライド（黒潮盃）[36]
  - バンメガミ（留守杯日高賞）[37]
- 2002年産
  - スコーピオンリジイ（ローレル賞）[38]
- 2003年産
  - スターオブジェンヌ（トゥインクルレディー賞）[39]
  - カネショウマリノス（鎌倉記念）[40]
  - カネマサドゥイット（サンライズカップ）[41]
  - センパツトモ（サラブレッドヤングチャンピオン、プリンセスカップ、園田クイーンセレクション、北日本新聞杯）[42]
- 2004年産
  - ベルモントルパン（スパーキングサマーカップ）[43]
- 2005年産
  - タッカールーラー（園田プリンセスカップ）[44]
  - マルチグランドボス（ヤングチャンピオン）[45]
- 2006年産
  - ネフェルメモリー（浦和桜花賞、東京プリンセス賞、東京2歳優駿牝馬、栄冠賞、フローラルカップ）[46]
- 2007年産
  - ファインスター（ヤングチャンピオン）[47]
- 2009年産
  - エスワンプリンス（飛燕賞、九州ダービー栄城賞、ロータスクラウン賞、六角川賞、志布志湾賞、玄界灘賞、笠松グランプリ、鶴見岳賞、園田FCスプリント、吉野ヶ里記念）[48]
  - キタサンツバサ（クラウンカップ）[49]
- 2013年産
  - アンサンブルライフ（平和賞）[50]

### ブルードメアサイアーとしての産駒
- 2004年産
  - ロングプライド（ユニコーンステークス） -父サクラローレル[51]
- 2011年産
  - メイショウスミトモ（名古屋グランプリ、シリウスステークス） -父ゴールドアリュール[52]
- 2013年産
  - プリンシアコメータ（エンプレス杯、レディスプレリュード、クイーン賞、ブリーダーズゴールドカップ） -父スパイキュール[53]

## 血統表
| アジュディケーティング (Adjudicating)の血統 | アジュディケーティング (Adjudicating)の血統          | アジュディケーティング (Adjudicating)の血統          | （血統表の出典）                                     | （血統表の出典） |
| 父系                                        | ノーザンダンサー系                                   | ノーザンダンサー系                                   | ノーザンダンサー系                                   | [ § 2 ]          |
| 父 Danzig 1977 鹿毛                         | 父の父Northern Dancer 1961 鹿毛                      | Nearctic                                             | Nearco                                               | Nearco           |
| 父 Danzig 1977 鹿毛                         | 父の父Northern Dancer 1961 鹿毛                      | Nearctic                                             | Lady Angela                                          |                  |
| 父 Danzig 1977 鹿毛                         | 父の父Northern Dancer 1961 鹿毛                      | Natalma                                              | Native Dancer                                        | Native Dancer    |
| 父 Danzig 1977 鹿毛                         | 父の父Northern Dancer 1961 鹿毛                      | Natalma                                              | Almahmoud                                            |                  |
| 父 Danzig 1977 鹿毛                         | 父の母Pas de Nom 1968 黒鹿毛                         | Admiral's Voyage                                     | Crafty Admiral                                       | Crafty Admiral   |
| 父 Danzig 1977 鹿毛                         | 父の母Pas de Nom 1968 黒鹿毛                         | Admiral's Voyage                                     | Olympia Lou                                          |                  |
| 父 Danzig 1977 鹿毛                         | 父の母Pas de Nom 1968 黒鹿毛                         | Petitioner                                           | Petition                                             | Petition         |
| 父 Danzig 1977 鹿毛                         | 父の母Pas de Nom 1968 黒鹿毛                         | Petitioner                                           | Steady Aim                                           |                  |
| 母 Resolver 1974 鹿毛                       | 母の父Reviewer 1966 鹿毛                             | Bold Ruler                                           | Nasrullah                                            | Nasrullah        |
| 母 Resolver 1974 鹿毛                       | 母の父Reviewer 1966 鹿毛                             | Bold Ruler                                           | Miss Disco                                           |                  |
| 母 Resolver 1974 鹿毛                       | 母の父Reviewer 1966 鹿毛                             | Broadway                                             | Hasty Road                                           | Hasty Road       |
| 母 Resolver 1974 鹿毛                       | 母の父Reviewer 1966 鹿毛                             | Broadway                                             | Flitabout                                            |                  |
| 母 Resolver 1974 鹿毛                       | 母の母Lovely Morning 1965 鹿毛                       | Swaps                                                | Khaled                                               | Khaled           |
| 母 Resolver 1974 鹿毛                       | 母の母Lovely Morning 1965 鹿毛                       | Swaps                                                | Iron Reward                                          |                  |
| 母 Resolver 1974 鹿毛                       | 母の母Lovely Morning 1965 鹿毛                       | Misty Morn                                           | Princequillo                                         | Princequillo     |
| 母 Resolver 1974 鹿毛                       | 母の母Lovely Morning 1965 鹿毛                       | Misty Morn                                           | Grey Flight F-No.5-f                                 |                  |
| 母系(F-No.)                                 | 5号族(FN:5-f)                                        | 5号族(FN:5-f)                                        | 5号族(FN:5-f)                                        | [ § 3 ]          |
| 5代内の近親交配                             | Nearco4×5=9.38%，Hyperion5×5=6.25%，Mahmoud5×5=6.25% | Nearco4×5=9.38%，Hyperion5×5=6.25%，Mahmoud5×5=6.25% | Nearco4×5=9.38%，Hyperion5×5=6.25%，Mahmoud5×5=6.25% | [ § 4 ]          |
| 出典                                        | 1. 2. 3. 4.                                          | 1. 2. 3. 4.                                          | 1. 2. 3. 4.                                          | 1. 2. 3. 4.      |

- 半兄タイムフォーアチェンジ (Time for a Change) も種牡馬としてフライソーフリー（Fly So Free、ブリーダーズカップ・ジュヴェナイル）などの活躍馬を送り出している。また、全妹Disputeはケンタッキーオークスなどの勝ち馬。
- 半妹Indictの仔にドラールアラビアン（大井記念、帝王賞2着、種牡馬）がいる。
- 母の半兄ファーストドーンは、本邦輸入種牡馬。
- 曾祖母Misty Mornは日本などで供用された種牡馬ボールドラッド (USA) の母であり、シンボリインディの5代母にあたる。